# Uta Bellion
Uta Bellion (* 3. Januar 1956 in Detmold als Uta von Strünck) ist eine deutsch-britische Ingenieurin, Umweltaktivistin und Politikerin. Sie war von 1993 bis 1995 die erste weibliche Vorsitzende von Greenpeace International und leitete später das Europäische Meeresprogramm der Pew Environment Group.

## Leben
Uta von Strünck wurde als Tochter eines Bilanzbuchhalters in Detmold geboren. Sie besuchte dort die Grundschule Diestelbruch (1962–1966) und anschließend die Gymnasien Leopoldinum I und II, an denen sie 1974 das Abitur ablegte. Anfangs studierte sie Mathematik und Physik an der Universität Bielefeld, musste das Studium jedoch 1976 aufgrund einer schweren Hepatitis-Erkrankung abbrechen. Danach absolvierte sie ein Baupraktikum und wechselte 1975 an die RWTH Aachen, wo sie bis 1982 Bauingenieurwesen mit den Schwerpunkten Städtebau, Straßenwesen, Siedlungswasserwirtschaft und Abfalltechnik studierte und als Diplom-Ingenieurin abschloss.

## Beruflicher Werdegang
Ihre berufliche Laufbahn begann Bellion 1982 als wissenschaftliche Mitarbeiterin am Institut für Siedlungswasserwirtschaft der RWTH Aachen. 1983 wechselte sie an das Institut für Siedlungswasserwirtschaft und Abfalltechnik der Technischen Universität Hannover. 1986 trat sie der Umweltschutzorganisation Greenpeace bei und wurde bereits nach einem Jahr zur Chemiekoordinatorin im Internationalen Büro ernannt. In dieser Funktion leitete sie internationale Kampagnen, unter anderem gegen die Verbrennung von Abfällen auf See und den Export von Giftmüll.
Von 1990 bis 1993 war sie Vorstandsvorsitzende von Greenpeace Österreich und ab 1990 Mitglied im Vorstand von Greenpeace Schweden. 1993 wurde sie zur Vorsitzenden von Greenpeace International gewählt und war damit die erste Frau und erste Deutsche in dieser Position.
Nach ihrer Zeit bei Greenpeace gründete Bellion 1998 ihr eigenes Beratungsbüro, „Uta Bellion Associates“, mit dem Ziel, Nichtregierungsorganisationen effektiver und erfolgreicher in ihren Bemühungen um eine nachhaltige Gesellschaft zu unterstützen.
2006 übernahm sie die Leitung des Europäischen Meeresprogramms der Pew Environment Group. In dieser Rolle setzte sie sich für die Beendigung der Überfischung in der EU ein und koordinierte Allianzen von Nichtregierungsorganisationen, wie die Deep Sea Conservation Coalition und die Shark Alliance, um spezifische umweltpolitische Ziele zu erreichen.
Seit 2021 hat sie das Amt der Ortbürgermeisterin für Detmold Süd inne und ist damit die erste Ortbürgermeisterin in diesem Ortsteil, die den Grünen angehört.

## Privates
Uta Bellion ist seit 1986 mit dem Briten Mike Bellion verheiratet, der eine Metallwerkstatt in Lewes betreibt. Das Paar hat einen Sohn, der 1990 geboren wurde. Uta Bellion lebt in Detmold.